# Ulmus davidiana
Ulmus davidiana — вид квіткових рослин з родини в'язових (Ulmaceae). Поширення: північно- та східно-центральний Китай.

## Біоморфологічна характеристика
Це кущ або дерево заввишки до 15 метрів, в діаметрі до 30 см, листопадне. Кора поздовжньо-тріщинувата. Гілочки запушені в молодому віці, голі або ± запушені, іноді з нерівномірно поздовжньо тріщинуватим корковим шаром. Ніжка листка 5–10(17) мм, запушена. Листкова пластинка від обернено-яйцеподібної до обернено-яйцеподібно-еліптичної, 4–9(10) × 1.5–4(5.5) см, знизу густо запушена в молодому віці, але гола з пухнастими волосками лише в пазусі жилок, зверху рідко волосиста в молодому віці, але гола, основа коса, край подвійно пилчастий, верхівка хвостато-загострена до загостреної; вторинні жилки 12–22 з кожного боку від середньої жилки. Суцвіття зібрані в пучки на гілочках другого року. Оцвітина гола, 4-лопатева. Крилатки рудувато-коричневі, оберненояйцеподібні, 1–1.9 × 0.7–1.4 см; ніжка близько 2 мм, запушена; крила зазвичай голі. Насіння розташоване до верхівки та в центрі крилатки.

## Середовище
Населяє схили, заболочені ділянки поблизу струмків, долини; нижче 2300 метрів.